# Gnorimus subopacus
Gnorimus subopacus — вид пластинчатоусых жуков. Входит в состав подсемейства Trichiinae, которое иногда также рассматривается в статусе трибы Trichiini в подсемействе бронзовок (Cetoniinae).

## Описание
Жук длиной 14—20 мм с относительно суженной назад переднеспинкой и относительно широкими, с закругленными боками надкрыльями. Слабо блестящий, почти матовый. Окраска тёмно-зелёная, надкрылья коричневые с относительно сильным зелёным оттенком, матово-бархатистые. Покрыты густыми мелкими точками и белыми пятнами, количество которых может варьироваться. Белые пятна имеются также на переднеспинке, пигидии и по бокам 2-5-го брюшных стернитов. Надкрылья с приподнятым шовным промежутком и двумя продольными рёбрами. края. Низ тела покрыт густыми длинными желтыми волосками.

## Ареал
На территории России ареал охватывает область от среднего течения Амура и низовьев Зеи, северная граница проходит в районе Вурепиского хребта и далее по Амуру до его низовий (озеро Болонь, Вознесенское) и устья; далее распространён по всему Уссурийскому краю. Встречается также на острове Сахалин и южных Курильских островах. Распространён в Северо-Восточном Китае (на восток от Большого Хиигана), в Корее и на Японских островах.

## Биология
Жуки встречаются с конца мая до второй половины сентября, преимущественно в июне—июле. Встречаются в широколиственных и смешанных лесах, очень часто жуки держатся на цветущих растениях. Численность, вероятно, низкая, во всех местообитаниях жуки попадаются единично. Образ жизни и развитие не изучены. Личинки развиваются в трухлявой древесине старых деревьев. Генерация, видимо, одногогодичная. Зимуют личинки, окукливание — весной.